# Horst Bollmann
Pour les articles homonymes, voir Bollmann.
Horst Bollmann est un acteur allemand né le 11 février 1925 à Dessau-Roßlau (État libre d'Anhalt) et mort le 7 juillet 2014 à Berlin (Allemagne).

## Biographie
Horst Bollmann a grandi à Siegen et a obtenu son diplôme d'études secondaires en 1943 au Gymnasium Am Löhrtor de Siegen. Après la Seconde Guerre mondiale, il fréquente la célèbre Folkwang Universität d'Essen de 1946 à 1949, où il fait ses débuts au théâtre . Il obtient des engagements théâtraux à Mannheim et Berlin. Il est engagé en 1959 par Boleslaw Barlog au Staatliche Schauspielbühnen de Berlin, où il est membre de l'ensemble jusqu'en 1988 . Il également joué dans des cabarets. Certains de ses rôles plus célèbres rôles au théâtre furent sous la direction de Samuel Beckett au Schiller Theater de Berlin. 
Dès 1960, Horst Bollmann se fait également connaître au cinéma et la télévision. Son premier grand rôle fût le personnage principal dans Das Wunder des Malachias (Le Miracle de Malachie) de Bernhard Wicki (1961) . Il s’est fait connaître d’un plus large public dans le rôle de Félix dans la série Felix und Oskar (Félix et Oscar) (1980), la version allemande du succès américain Drôle de couple de Neil Simon mais également pour ses rôles dans les séries télévisées Tatort, Derrick, La Clinique de la Forêt-Noire, l’Ami des bêtes.
En outre il prêtait sa voix comme acteur de doublage et narrateur de livres audio notamment pour la célèbre série de films Le Hobbit ,.
Horst Bollmann était marié à l’actrice Hetty Jockenhöfer . Depuis 1988, il travaillait comme acteur indépendant.
L'acteur est mort le 7 juillet 2014 après une longue et grave maladie à Berlin .

## Filmographie

### Cinéma
- 1961 : Le Miracle du père Malachias (Das Wunder des Malachias) de Bernhard Wicki : Père Malachias Berger
- 1985 : Die Mitläufer de Eberhard Itzenplitz et Erwin Leiser

### Télévision

#### Téléfilm
- 1964 : Eiche und Angora de Rainer Wolffhardt : Alois Grübel
- 1967 : Jacobowsky und der Oberst de Rainer Wolffhardt : Jacobowsky
- 1967 : Die Transaktion, court métrage : Der Kunde
- 1967 : Siedlung Arkadien de Hans-Dieter Schwarze : Herr Nagel
- 1967 : Willst Du nicht das Lämmlein hüten? de Georg Wildhagen : Dongall Pitchford
- 1967 : Das ausgefüllte Leben des Alexander Dubronski de Thomas Fantl : Lothar Krake
- 1968 : Der deutsche Meister de Rolf von Sydow : Strobel, Trainer
- 1968 : Der eiserne Henry de Rolf Busch : Henry Hutchins
- 1968 : Die Geschichte von Vasco de Heinz Schirk (de) : Vasco
- 1969 : Endspiel de Samuel Beckett : Clov
- 1969 : Mister Barnett de Wolfgang Liebeneiner : Friseur
- 1969 : Der Versager de Eberhard Fechner : Bach
- 1969 : Der Lauf des Bösen de Ludwig Cremer : König Perfekt
- 1970 : Scheidung auf englisch de Ottokar Runze : Leonhard Hoskin
- 1971 : Das Ding an sich - und wie man es dreht de Falk Harnack : Schudeweit
- 1972 : Fisch zu viert d'Ulrich Lauterbach : Rudolf Moosdenger
- 1973 : Plaza Fortuna de Wolfgang Liebeneiner : Isidro
- 1973 : Black Coffee de Claus Peter Witt : Hercule Poirot
- 1973 : Einladung zur Enthauptung de Horst Flick : Pierre
- 1974 : Tausend Francs Belohnung de Günter Gräwert : Glapieu
- 1975 : Jedermanns Weihnachtsbaum de Theodor Grädler : Mihaly Csobolya
- 1975 : Lehmanns letzter Lenz de Eberhard Pieper : Albert Lehmann
- 1976 : Warten auf Godot de Samuel Beckett : Estragon
- 1977 : David und Goliath d'Ilo von Jankó
- 1977 : Heinrich Zille de Rainer Wolffhardt : Maler Hosemann
- 1978 : Ein Hut von ganz spezieller Art de Hans-Dieter Schwarze : Loueur de costumes
- 1981 : Der Floh im Ohr de Sigi Rothemund : Viktor E. Chandebise / Poche
- 1981 : Ne scheene jejend is det hier d'Otto Meyer
- 1982 : Väter d'Alfred Vohrer
- 1984 : Manfred Krug: Krumme Touren d'Alfred Vohrer
- 1984 : Heute und damals de Peter Weck
- 1985 : Hautnah de Peter Schulze-Rohr : Schober
- 1988 : Abendstunde im Spätherbst d'August Everding : Détective privé Füchtegott Hofer
- 1989 : Alte Freundschaften de Thomas Fantl
- 1991 : Die Bank ist nicht geschädigt de Hartmut Griesmayr : Commissaire Krumm
- 1991 : Taxi nach Rathenow de Thomas Engel : Georg
- 1992 : Geheimakte Lenz de Hartmut Griesmayr : Paul Lehmann
- 1994 : Mutter, ich will nicht sterben! de Helmut Ashley : Horst Kastowsky
- 2002 : Le Train de l'aventure (Singapur-Express - Geheimnis einer Liebe) de Hans Werner : Piet van Houven
- 2002 : Edgar Wallace - Whiteface de Wolfgang F. Henschel : Eddie Shapiro

#### Série télévisée
- 1965 : Es geschah in Berlin : Herr Tubatzki (épisode 1.01)
- 1966 : Das Millionending : Possel
- 1970 : Wie ein Blitz (mini-série): Inspecteur Clay
- 1974 : Zwischenstationen (épisode 1.04)
- 1974-1977 : Sonderdezernat K1 : Divers rôles (2 épisodes)
- 1975 : Hundert Mark
- 1976 : Pariser Geschichten : Anatole Galimar
- 1977-1995 : Tatort : Divers rôles (7 épisodes)
- 1979 : Was wären wir ohne uns (mini-série) : Baumann, Otto F.
- 1980 : Felix und Oskar : Felix
- 1984 : So lebten sie alle Tage : Boswitz
- 1985 : Krimistunde
- 1985 : Alte Gauner : Manfred Filtz (épisode 1.03)
- 1986-1997 : Inspecteur Derrick (Derrick) : Divers rôles (3 épisodes)
- 1987 : Wer erschoss Boro? : Alwin Borowitz
- 1987 : L'Ami des bêtes : Professeur (épisode 3.09)
- 1989 : La Clinique de la Forêt-Noire : Wilhelm Uckert (épisode 3.16)
- 1990 : Heidi und Erni : Egon Fink (épisode 1.16)
- 1992 : Un cas pour deux (Ein Fall für zwei) : Proviseur Kepich (épisode 12.01)
- 1993 : Liebe ist Privatsache
- 1993-2002 : Das Traumschiff : Divers rôles (4 épisodes)
- 1995 : Flucht ins Paradies (mini-série) : Père Guido

## Récompenses et distinctions
- 1968: Prix de la critique allemande (Deutscher Kritikerpreis)
- 1968: Festival de télévision de Monte-Carlo : Nymphe d'or pour le rôle de Lothar Krake dans Das ausgefüllte Leben des Alexander Dubronski
- 2010: La Croix du Mérite sur ruban de l'Ordre du Mérite de la République Fédérale d'Allemagne